# Чапаевка (Первомайский район)
Чапа́евка — посёлок в Первомайском районе Оренбургской области. Входит в состав Ленинского сельсовета.

## География
Посёлок находится на расстоянии примерно 10 км на юго-запад от посёлка Первомайский, административного центра района.

## Население
| 2010 |
| ---- |
| 3    |

## Улицы
В посёлке имеется одна улица — Чапаевская.